# Gavialen
Gavialen (Gavialidae) zijn een familie van krokodilachtigen (Crocodilia).

## Naam en indeling
De wetenschappelijke naam van de groep werd voor het eerst voorgesteld door Andrew Leith Adams in 1854. De wetenschappelijke naam Gavialidae is afgeleid van het woord 'ghara', dit is de Indiase naam voor een soort pot die lijkt op het uitsteeksel op de snuit van de volwassen mannetjes.
De bekendste soort is de tot 6,5 meter lange gaviaal. Tegenwoordig wordt ook de valse of onechte gaviaal (Tomistoma schlegelii), die ook een verlengde bek heeft, tot deze familie gerekend. Lange tijd echter werd deze krokodilachtige tot de familie echte krokodillen (Crocodylidae) gerekend. Veel literatuur verwijst nog naar deze verouderde situatie.
In de prehistorie leefden drie enorme soorten gavialen: in het Plioceen waren er de 10 meter lange Gavialosuchus, de tot 10 meter lange Gryposuchus en de 12 meter lange Rhamphosuchus.

## Onderscheid met andere krokodilachtigen
Wat betreft lichaamsvorm verschillen gavialen niet van krokodillen en alligators. Het verschil zit in de unieke schedelbouw. De kaken zijn lang en zeer smal, waardoor het silhouet bijna op een snavel lijkt. In tegenstelling tot andere krokodilachtigen, die ietwat naar achteren wijzende tanden hebben, hebben gavialen rechte tanden, die alle uit de bek steken. Meestal vangen ze hier vissen mee, al wordt er ook wel gezegd dat ze kleine tot vrij grote zoogdieren van de waterkant afsleuren, zoals de andere krokodilachtigen.

## Gedrag
Als ze zich verdedigen hoeven gavialen niet te bijten, want door hun naar buiten stekende tanden kan een zijwaartse slag van de kop al een flinke wond veroorzaken. Ze worden echter beschouwd als schuw en niet gevaarlijk tenzij ze worden geprovoceerd. Mannelijke gavialen hebben een verdikking op hun snuit, waarmee ze een vreemd, brommend of zoemend geluid voortbrengen. Dit wordt gebruikt bij de communicatie tussen mannetjes en vrouwtjes. Andere krokodilachtigen gebruiken de buikspieren om trillingen te veroorzaken, die soms zo krachtig zijn dat het water opspat.

## Verspreiding en habitat
Vertegenwoordigers van deze familie komen voor in Pakistan, India en Zuidoost-Azië. Vertegenwoordigers van uitgestorven geslachten hadden echter een heel ander verspreidingsgbied. Voorbeelden zijn Gryposuchus, die leefde in Zuid-Amerika, en Eogavialis uit Afrika.

## Taxonomie
- Familie Gavialidae
  - † Geslacht Eothoracosaurus
  - † Geslacht Thoracosaurus
  - † Geslacht Eosuchus
  - Onderfamilie †Gryposuchinae
    - † Geslacht Aktiogavialis
    - † Geslacht Dadagavialis
    - † Geslacht Gryposuchus
    - † Geslacht Ikanogavialis
    - † Geslacht Siquisiquesuchus
    - † Geslacht Piscogavialis
    - † Geslacht Hesperogavialis

  - Onderfamilie Gavialinae
    - ?† Geslacht Eogavialis
    - † Geslacht Rhamphosuchus
    - Geslacht Gavialis

  - Onderfamilie Tomistominae
    - † Geslacht Kentisuchus
    - † Geslacht Gavialosuchus
    - † Geslacht Thecachampsa
    - † Geslacht Paratomistoma
    - † Geslacht Maroccosuchus
    - † Geslacht Toyotamaphimeia
    - Geslacht Tomistoma